# Laure Dupraz

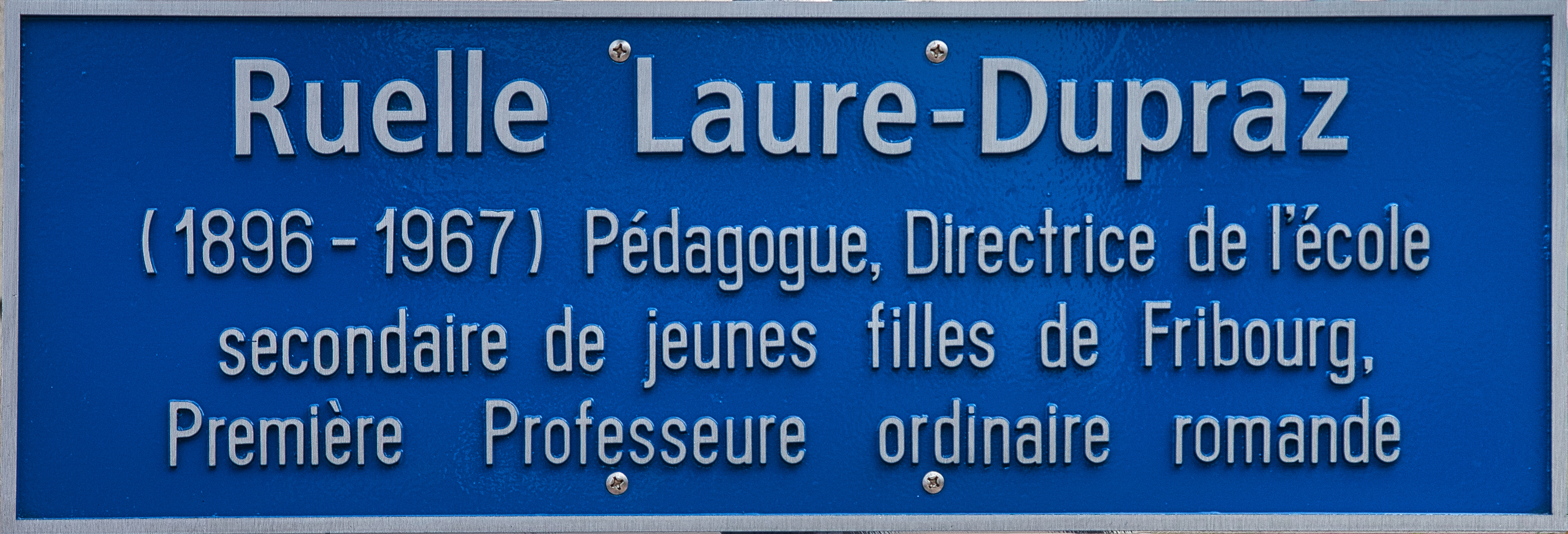
Zu Ehren von Laure Dupraz wurde ein Gässchen direkt bei der Universität nach ihr benannt und am 25. April 2023 offiziell eingeweiht

Laure Dupraz (* 16. Juni 1896 in Genf; † 26. Oktober 1967 in Freiburg im Üechtland) war eine Schweizer Pädagogin und die erste Frau, die in der Romandie zur ordentlichen Professorin ernannt wurde. Sie setzte sich insbesondere für die Bildung von Mädchen und jungen Frauen ein.

## Biografie

### Werdegang
Laure Dupraz wurde in Genf als Tochter freiburgischer Eltern geboren. Mit knapp 15 Jahren verliess sie ihr Zuhause, um in Freiburg zu studieren. Die Familie war dort immer noch sehr verwurzelt.
Laure Dupraz erwarb nacheinander ein Lehrerdiplom, ein Lizentiat in Mathematik und 1932 einen Doktortitel in Philosophie an der Universität Freiburg.

### Berufliche Laufbahn
Ab 1933 war sie Direktorin der Sekundarschule für Mädchen in Freiburg. 1942 ernannte sie der Freiburger Staatsrat zur ausserordentlichen und 1948 zur ordentlichen Professorin für Pädagogik an der Universität Freiburg, wo sie auch Co-Direktorin des Instituts für Pädagogik war. 1949 wurde sie an der gleichen Universität Dekanin der Philosophischen Fakultät.

### Schwerpunkte
Laure Dupraz setzte sich ein für die Bildung, insbesondere jene der Mädchen und jungen Frauen. Als Pädagogin schrieb sie mehrere Beiträge über die christliche Mädchenerziehung, die Pfadfinderei und einige Freiburger Pädagogen wie Grégoire Girard, Eugène Dévaud und Tobie-Raphaël Horner. Sie leitete auch die Schweizerische Nationalkommission bei der UNESCO und war Mitglied der Weltunion katholischer Frauenverbände.
Laure Dupraz war die erste ordentliche Universitätsprofessorin in der Romandie und eine der ersten weiblichen Dekane an einer Schweizer Universität.

## Ehrungen
- Norbert Luyten, Hermine Guggenheim, Franz Ulrich, Eduard Montalta: Frl. Prof. Dr. L. Dupraz zum 70. Geburtstag / Hommage à Mlle Laure Dupraz à l’occasion de son 70e anniversaire. In: Heilpädagogische Werkblätter. 1966, 33, S. 113.
- 1995 schenkte die Stadt das Gebäude der sogenannten «Kinderstube» der Universität Freiburg. Darin wurde ein Vortrags- und Konferenzraum zu Ehren von Laure Dupraz nach der ersten Professorin der Universität Freiburg benannt.[4]
- Am 25. April 2023 wurde ein Gässchen auf dem Universitätsareal der Miséricorde zum Gedenken an ihre erste ordentlichen Professorin und Dekanin nach Laure Dupraz benannt und eingeweiht.[3]

## Trivia

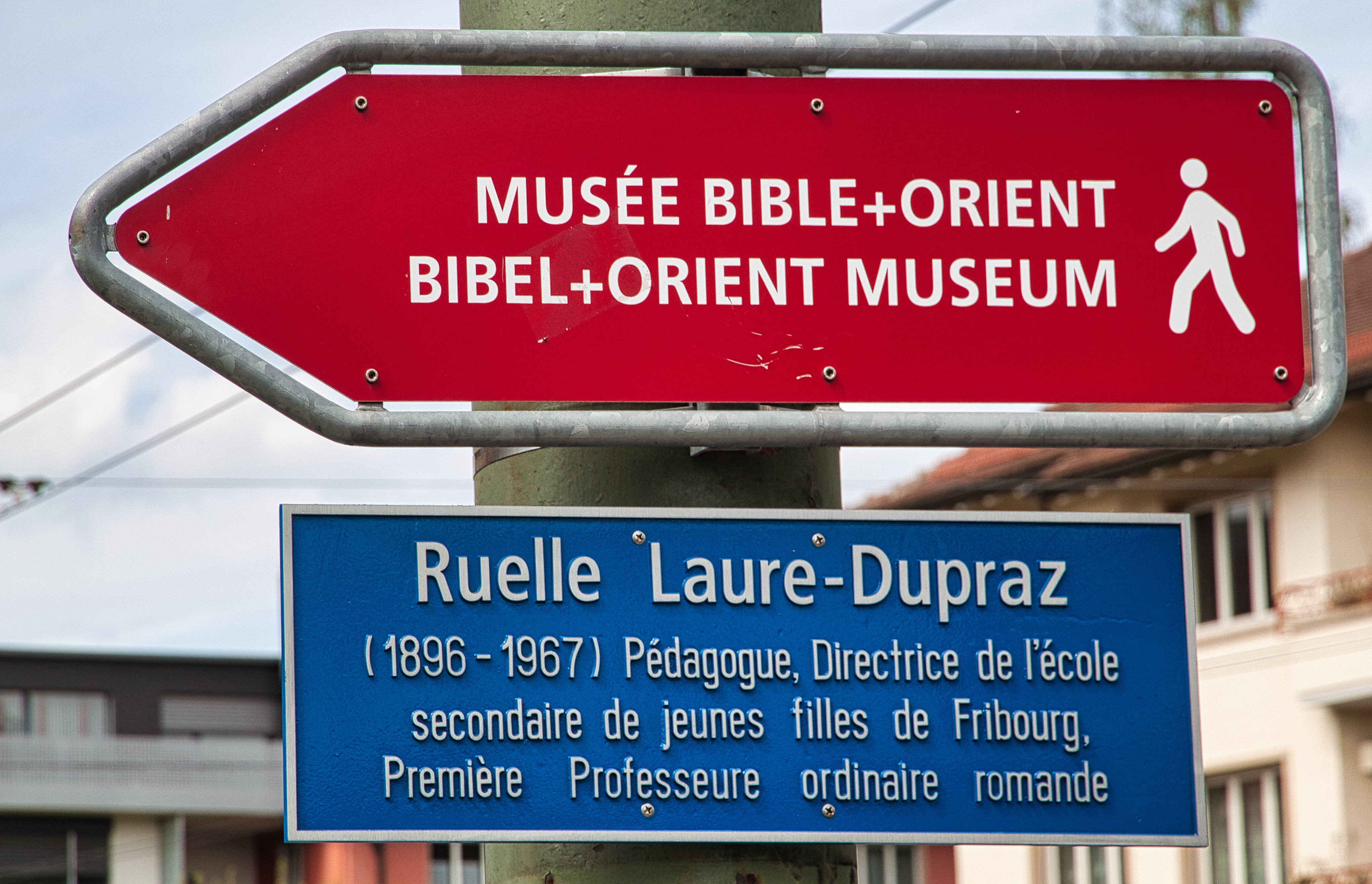
Wegweiser zum Museum an der Ruelle Laure Dupraz in Freiburg, Schweiz

Seit der Einweihung der Laure-Dupraz-Gasse hat nun auch die einzige Mieterin an diesem Gässchen eine eigene Adresse: Bibel+Orient Museum, Ruelle Laure-Dupraz 1, 1700 Freiburg, Schweiz.

## Publikationen (Auswahl)

### Bücher (Auswahl)
- Le scoutisme, une rude école. Imprimerie St-Paul, Fribourg 1941.
- Nos responsabilités de femmes universitaires catholiques. Conférence faite à l’Assemblée générale de l’Union des femmes universitaires catholiques suisses à Lucerne, le 24 octobre 1948. Imprimerie Fragnière, Fribourg 1949.
- Ein Wegbahner der Volksschule. Pater Gregor Girard 1765–1850. O. Walter, Olten 1950.
- L’éducation chrétienne de la personnalité. Imprimerie Fragnière, Fribourg 1950.
- La pédagogie dans ses rapports avec les autres sciences. Imprimerie St-Paul, Fribourg 1965.

### Artikel (Auswahl)
- L’Ame de la femme : Essai d’analyse psychologique (Leçon faite aux journées d'études de l’Union internationale des Ligues féminines catholiques, Bruxelles, 1937). In: La femme catholique dans le monde contemporain. Plon, Paris 1939, S. 35–80.
- Les méthodes modernes d’enseignement et la pensée chrétienne. In: Educazione popolare alla luce del cristianesimo. Giubileo d’oro 1895–1945 della FDT. Conferenze della «Settimana Sociale». 30 agosto – 2 settembre 1945. La Buona Stampa, Lugano 1945.
- Die christliche Erziehung der Persönlichkeit. In: Heilpädagogische Werkblätter. Nr. 5, 1949.
- Le père Grégoire Girard, psychologue de l’enfance. In: Bulletin pédagogique. Organe de la Société fribourgeoise d’éducation et du Musée pédagogique. 1950.
- Pourquoi une chaire de pédagogie à l’Université de Fribourg? In: La Liberté. 16. Juni 1956, S. 5–6 (e-newspaperarchives.ch).